# Cephalomanes javanicum
 (novembre 2023).
La mise en forme du texte ne suit pas les recommandations de Wikipédia : il faut le « wikifier ».
Les points d'amélioration suivants sont les cas les plus fréquents :
- Les titres sont pré-formatés par le logiciel. Ils ne sont ni en capitales, ni en gras.
- Le texte ne doit pas être écrit en capitales (les noms de famille non plus), ni en gras, ni en italique, ni en « petit »…
- Le gras n'est utilisé que pour surligner le titre de l'article dans l'introduction, une seule fois.
- L'italique est rarement utilisé : mots en langue étrangère, titres d'œuvres, noms de bateaux, etc.
- Les citations ne sont pas en italique mais en corps de texte normal. Elles sont entourées par des guillemets français : « et ».
- Les listes à puces sont à éviter, des paragraphes rédigés étant largement préférés. Les tableaux sont à réserver à la présentation de données structurées (résultats, etc.).
- Les appels de note de bas de page (petits chiffres en exposant, introduits par l'outil «  Source ») sont à placer entre la fin de phrase et le point final[comme ça].
- Les liens internes (vers d'autres articles de Wikipédia) sont à choisir avec parcimonie. Créez des liens vers des articles approfondissant le sujet. Les termes génériques sans rapport avec le sujet sont à éviter, ainsi que les répétitions de liens vers un même terme.
- Les liens externes sont à placer uniquement dans une section « Liens externes », à la fin de l'article. Ces liens sont à choisir avec parcimonie suivant les règles définies. Si un lien sert de source à l'article, son insertion dans le texte est à faire par les notes de bas de page.
- La présentation des références doit suivre les conventions bibliographiques. Il est recommandé d'utiliser les modèles {{Ouvrage}}, {{Chapitre}}, {{Article}}, {{Lien web}} et/ou {{Bibliographie}}. Le mode d'édition visuel peut mettre en forme automatiquement les références.
- Insérer une infobox (cadre d'informations à droite) n'est pas obligatoire pour parachever la mise en page.

Pour une aide détaillée, merci de consulter Aide:Wikification.
Si vous pensez que ces points ont été résolus, vous pouvez retirer ce bandeau et améliorer la mise en forme d'un autre article.
Espèce
Cephalomanes javanicum  est une espèce de fougères de la famille des Hyménophyllacées. 
Synonyme : Trichomanes javanicum Blume L'index du jardin botanique de Missouri attribue comme auteur à cette espèce Roelof Benjamin van den Bosch, vraisemblablement à tort

## Description
Cette espèce dispose des principales caractéristiques du genre, c'est-à-dire :
- les limbes des frondes divisés une fois
- des racines présentes et robustes
- l'absence de fausses nervures
- des sores paratactics et l'indusie des sores campanulée.

Les sores se trouvent en extrémité des segments du limbe.
Elle compte 32 paires de chromosomes.
Deux variétés botaniques sont répertoriées :
- Cephalomanes javanicum var. asplenioides (C.Presl) K.Iwats. (1985) - Chine, Japon, Philippines - Synonymes : Cephalomanes asplenioides C.Presl,  Cephalomanes oblongifolium C.Presl, Trichomanes javanicum var. asplenioides (C. Presl) C. Chr.
- Cephalomanes javanicum var. sumatranum (Alderw.) K.Iwats. (1985) - Chine, Vietnam - Synonymes : Cephalomanes sumatranum (Alderw.) Copel.

## Distribution
Elle a été principalement trouvée en Indonésie, mais les variétés s'étendent à l'Asie (Chine, Japon et Vietnam) et aux Philippines.

## Iconographie
Plusieurs belles photographies sont disponibles :
- sur Phytoimages :
- Fronde et sores
- Plante entière

- sur Siflora (Flore des Îles Salomon - National Museum of Natural Sciences, Taïwan) :
- Fronde
- Segments avec quelques sores
- Extrémité de fronde avec sores
- Extrémité de jeune fronde

## Utilisation
Cette plante est utilisée de manière occasionnelle comme plante d'aquarium : elle ne peut cependant survivre qu'un temps limité à une immersion complète. En revanche, elle est mieux adaptée en plante de terrarium tropical à faible luminosité.